# Erguer - Estudantes da Galiza
Erguer - Estudantes da Galiza (en català: Dempeus - Estudiants de Galicia) és una organització estudiantil de Galícia destinada a la defensa dels interessos del jovent, el seu objectiu estratègic és aconseguir un ensenyament, públic, de qualitat, democràtic i no heteropatriarcal. Erguer Galiza és una organització de caràcter plural, que està situada en el camp de l'esquerra nacionalista i independentista gallega, en un moviment polític que busca la constitució d'una República gallega independent, democràtica i plenament sobirana.
L'organització va ser fundada el 5 de març de 2016 en una Assemblea Nacional Constituent que va tenir lloc en el Col·legi de Fonseca de Santiago de Compostel·la, sota el lema "Allibera i transforma Galícia des de les aules", després de diversos mesos de socialització del projecte entre els estudiants de tota Galícia, alumnes tant d'ensenyament mitjà com universitàri, a través d'assemblees obertes.
El jovent que ha estat incorporat al procés a través d'aquestes assemblees obertes va passar a constituir Erguer Galiza al costat de membres d'altres organitzacions estudiantils nacionalistes com AGIR, Comitès i la Lliga Estudiantil Gallega (LEG), que van passar a dissoldre's i a integrar-se en la nova organització.